# Michael Zampino
Michael Zampino (Roma, 20 maggio 1967) è un regista e sceneggiatore italiano naturalizzato francese.

## Biografia
Laureato in Economia presso la Neoma Business School (Francia), studia Cinema alla Tisch School of the Arts di New York dove realizza nel 2002 il cortometraggio Goodbye Antonio, commedia agrodolce sul viaggio premio in America di un operaio italiano appena andato in pensione.
Nel 2011, dopo anni come manager nell'industria petrolifera, si dedica completamente al cinema e realizza il lungometraggio L'erede - The Heir, un thriller psicologico presentato in vari festival internazionali. Nel 2019 co-sceneggia e realizza Governance - Il prezzo del potere, un thriller drammatico candidato in tre categorie ai Nastri d'argento 2019 e vincitore del Globo d'oro alla miglior sceneggiatura nel 2021.

## Filmografia

### Regista e sceneggiatore
- Goodbye Antonio - cortometraggio (2004)
- L'erede - The Heir  (2010)
- Governance - Il prezzo del potere (2019)

## Riconoscimenti
- Nastro d'argento
  - 2021 – Candidato al premio alla migliore sceneggiatura per Governance - Il prezzo del potere
- Globo d'oro
  - 2021 – Migliore sceneggiatura per Governance - Il prezzo del potere
- Premio Kinéo[5]
  - 2021 – Premio migliore opera prima per Governance - Il prezzo del potere